# موکار (داغستان)
موکار (به لاتین: Mukar) یک منطقهٔ مسکونی در روسیه است که در شهرستان لاکسکی واقع شده‌است.